# Nodar Achalkazi
Nodar Achalkazi (georgisch ნოდარ ახალკაცი, wiss. Transliteration nodar axalkac̕i; * 2. Januar 1938 in Tiflis; † 25. Januar 1998) war ein georgisch-sowjetischer Fußballspieler, -trainer und -funktionär. Als Trainer des FC Dinamo Tiflis gewann er sowohl den sowjetischen Meistertitel und Landespokal als auch den Europapokal der Pokalsieger 1980/81.

## Sportlicher Werdegang
Achalkazi begann seine Spielerkarriere bei Arsenal Tiflis, ehe der Stürmer 1960 zum Lokalrivalen Lokomotive Tiflis kam. Dort beendete er 1966 seine aktive Laufbahn und wechselte auf die Trainerbank und betreute die Mannschaft bis 1970.
1974 wurde Achalkazi Trainer von Dinamo Tiflis und etablierte eine offensive Spielweise, mit der der Verein zu einem der führenden Klubs des Landes Ende des Jahrzehnts avancierte. Im sowjetischen Pokal 1976 erreichte die Mannschaft das Endspiel, durch einen 3:0-Erfolg über Ararat Jerewan holte der Klub den ersten Titel in dem Wettbewerb. Während er im Europapokal der Pokalsieger 1976/77 bereits in der zweiten Runde mit zwei Niederlagen am MTK-VM SK Budapest scheiterte, gelang in der Liga-Spielzeit 1977 hinter Dynamo Kiew die Vizemeisterschaft. In der Folgespielzeit holte der Klub den zweiten Meistertitel der Vereinsgeschichte, auf den Vorjahresmeister wurde ein Vorsprung von vier Punkten herausgespielt. Wie im UEFA-Pokal 1978/79 gegen Hertha BSC kam auch im Europapokal der Landesmeister 1979/80 gegen den Hamburger SV jeweils das Zweitrundenaus gegen eine bundesdeutsche Mannschaft. Im Pokalwettbewerb 1979 folgte der vierte Titelgewinn binnen kurzer Zeit, nach torloser Spielzeit musste der FK Dynamo Moskau im Elfmeterschießen den Kürzeren ziehen. Im Europapokal der Pokalsieger 1980/81 erreichte der Klub in der Folge das Endspiel, in dem sich die Mannschaft vor weniger als 5000 Zuschauern im Düsseldorfer Rheinstadion gegen die von Hans Meyer trainierte Mannschaft des FC Carl Zeiss Jena durchsetzte.
Aufgrund seiner Erfolge auf Vereinsebene wurde Achalkazi zusammen mit Dynamo-Kiew-Trainer Walerij Lobanowskyj zum Assistenztrainer der sowjetischen Nationalmannschaft von Konstantin Beskow für die Weltmeisterschaft 1982 delegiert. Die Mannschaft scheiterte in der Zwischenrunde nach einem 0:0-Remis im direkten Duell aufgrund der schlechteren Tordifferenz an Polen.
Im Oktober 1983 trennte sich Dinamo Tiflis von Achalkazi, kehrte aber nach ausbleibendem Erfolg unter seinen Nachfolgern Dawit Qipiani und Sergo Kotrikadse im Sommer 1985 noch einmal zurück. Im Herbst 1986 folgte die erneute Trennung.
1990 wurde er Gründungspräsident des georgischen Fußballverbandes nach dem Zusammenbruch der Sowjetunion. Nach seinem Tod im Januar 1998 beerbte ihn Merab Jordania, dem später Achalkazis Sohn Nodar Achalkazi jr. folgte.